# Kasimir Felix Badeni
Kazimier Felix Badeni, född 14 oktober 1846, död 9 juli 1909, var en österrikisk greve och statsman.
Badeni, som var av italiensk börd, tjänstgjorde först i inrikesministeriet, därefter 1879–1886 som vice ståthållare och 1888–1895 som ståthållare i Galizien. 1895 blev han ministerpresident, och genomförde 1896 års rösträttsreform men nödgades avgå 1897 på grund av tyskt motstånd mot en av honom utfärdad förordning om ämbetsmännens språk i Böhmen och Mähren, vilken var förmånlig för tjeckerna.